# Jean-Jacques Rausin
Jean-Jacques Rausin, né le 10 septembre 1977, est un acteur belge.

## Filmographie

### Cinéma

#### Courts métrages
- 2005 : Rien d'insoluble de Xavier Seron : Henry
- 2007 : Le Crabe de Christophe Hermans et Xavier Seron : Bertrand
- 2008 : En compagnie de la poussière de Jacques Molitor : Benoit
- 2009 : Bonobo de Jacques Molitor : Bruno
- 2009 : La Balançoire de Christophe Hermans : Thierry
- 2009 : Juste la lettre T de Raphaël Balboni et Ann Sirot : l'agent du bureau
- 2010 : Les Bons Garçons de Antoine Russbach
- 2010 : Martha de Raphael Dethier
- 2011 : Fred et Marie de Nicolas Dedecker : Fred
- 2011 : Marie et Fred de Nicolas Dedecker : Fred
- 2011 : Mauvaise Lune de Méryl Fortunat-Rossi et Xavier Seron : Jean-Paul Roussin
- 2011 : La Version du loup de Raphaël Balboni et Ann Sirot : le loup
- 2012 : (Très) Mauvaise Lune de Méryl Fortunat-Rossi et Xavier Seron : Jean-Paul
- 2012 : La Bête entre les murs de Cédric Bourgeois : le jeune homme victime
- 2013 : Chambre double de Mathieu Mortelmans : Gilles
- 2013 : En attendant le dégel de Sarah Hirtt : Victor
- 2013 : Welkom de Pablo Munoz Gomez
- 2015 : L'Ours noir de Méryl Fortunat-Rossi et Xavier Seron : Carlos
- 2017 : Kangourou de François Verjans
- 2017 : Monopoly Loser de Romain Leroux (Vidéo)
- 2018 : Remue Meninges de Christophe Clin : lui-même

#### Longs métrages
- 2008 : Eldorado de Bouli Lanners : le motard #1
- 2011 : Au cul du loup de Pierre Duculot : Marco
- 2011 : Fils unique de Miel Van Hoogenbemt : le père de Véra
- 2012 : Torpedo de Matthieu Donck : Vendeur Sofa Life
- 2012 : La Tête la première de Amélie van Elmbt : le chauffeur
- 2013 : Une place sur la Terre de Fabienne Godet : Homme couple brasserie
- 2015 : À trois on y va de Jérôme Bonnell : l'ivrogne
- 2016 : Je me tue à le dire de Xavier Seron : Michel Peneud
- 2018 : The Most Assassinated Woman in the World de Frank Ribière : Alexandre
- 2022 : Kommunioun de Jacques Molitor (lb) : Arnaud

### Télévision
- 2016 : Ennemi Public de Matthieu Frances
- 2017 : La Théorie du Y de Caroline Taillet et Martin Landmeters (web-série)

## Distinctions
- 2011 : meilleur acteur au Brussels Short Film Festival
- 2016 : mention spéciale au Monte-Carlo Comedy Film Festival
- 2017 : Magritte du meilleur acteur pour Je me tue à le dire de Xavier Seron